# 南一祐
南一祐或譯南一友（1938年5月25日—2024年3月31日），韓國男演員。

## 演艺生涯
南一祐于1958年被选为KBS声优剧会第3期成员后进入演艺界，1964年通过第4期KBS电视演员公开招聘转行成为演员，先后出演《顺爱》《我的心像星星》《第二共和国》《龍之淚》《明成皇后》《野人时代》等多部电视剧和《黑祭司們》《与神同行：罪与罚》等多部电影，2020年的电视剧《Born Again》是其出演的最后一部作品。

## 家庭
南一祐于1965年与演员金容琳结婚，育有一子一女，儿子为演员南成鎮、儿媳为演员金志映。

## 演出作品

### 電視劇
- 1970年：KBS《世宗大王》
- 1981年：KBS《大命》飾演 吳達濟
- 1996年：KBS《龍之淚》飾演 李穑
- 1989年：KBS《森林不睡》
- 2000年：MBC《壞朋友》
- 2001年：KBS《明成皇后》飾演 李鸿章
- 2002年：KBS《帝國的早晨》飾演 金渥
- 2004年：MBC《花王仙女》飾演 潘永翔
- 2004年：SBS《妻子的背叛》
- 2005年：KBS《危險的愛情》飾演 金仁澤
- 2005年：SBS《我愛你，敵人》飾演 明泰傑
- 2006年：SBS《遊戲女王》
- 2007年：SBS《錢的戰爭》
- 2007年：MBC《阿峴洞夫人》飾演 吉羅的爸爸
- 2009年：SBS《你笑了》飾演 李鐘久
- 2010年：SBS《粉紅色口紅》飾演 柳東國
- 2011年：SBS《如果明日來臨》飾演 徐大使
- 2013年：SBS《黃金帝國》飾演 張豐浩
- 2018年：KBS《讓開，命運啊》飾演 安錫浩
- 2020年：KBS《Born Again》

### 電影
- 2005年：《親切的金子》饰演 崔班长
- 2006年：《郡守與里長》饰演 春三的父亲
- 2014年：《不標準情人》饰演 泰日的父亲
- 2015年：《黑祭司們》饰演 修道院院长
- 2015年：《萬惡新世界》饰演 禹章勋的父亲
- 2016年：《闪电侠》饰演 阿迪博士（特别出演）
- 2017年：《與神同行》饰演 许春三
- 2018年：《兴夫》饰演 领议政
- 2018年：《與神同行：因與緣》饰演 许春三

## 外部連結
- 南一祐在NAVER上的资料
- 南一祐在韩国电影数据库（KMDb）上的資料（韓語）
- 南一祐在互联网电影资料库（IMDb）上的資料（英文）
- 南一祐在豆瓣上的资料（简体中文）